# 天子山镇
天子山镇，是原中华人民共和国湖南省张家界市武陵源区下辖的一个乡镇级行政单位。2015年天子山镇与索溪峪土家族乡并入军地坪街道。

## 行政区划
原天子山镇下辖以下地区：
向家坪社区、泗南峪社区、天子山社区、黄河村和向家台村。